# Séyé
Séyé est une localité située dans le département de Kayan de la province du Kénédougou dans la région des Hauts-Bassins au Burkina Faso.

## Géographie
Séyé est une commune associée à celle de Ouéré.

## Santé et éducation
Le centre de soins le plus proche de Séyé est le centre de santé et de promotion sociale (CSPS) de Kayan.
Le village possède une école primaire publique.